# Amar Tomar Kolkata
Amar Tomar Kolkata (bis 2017 Atlético de Kolkata), meist nur ATK, war ein indisches Fußball-Franchise aus Kolkata. Die Mannschaft spielte in der Indian Super League, einer der beiden höchsten Ligen des Landes.

## Geschichte
Anfang 2014 wurde bekannt, dass die All India Football Federation in Zusammenarbeit mit den Unternehmen Reliance und der International Management Group eine neue Fußballliga in Indien gründet. Am 13. April 2014 erhielten Sourav Ganguly, Harshavardhan Neotia, Sanjiv Goenka, Utsav Parekh und der spanische Verein Atlético Madrid den Zuschlag zur Gründung einer Fußballmannschaft in Kolkata.
Am 7. Mai 2014 wurde Atlético de Kolkata offiziell gegründet. Am 4. Juli 2014 wurde mit Borja Fernández der erste Spieler verpflichtet. Vier Tage später wurde auch mit Antonio López Habas der erste Trainer des Franchise gefunden. Auch wurde am 8. Juli 2014 Luis García verpflichtet und das Wappen der Mannschaft vorgestellt.
2020 fusionierte der Verein mit Mohun Bagan AC.

## Erfolge
- Indian Super League: 2014, 2016, 2019/20

## Stadion

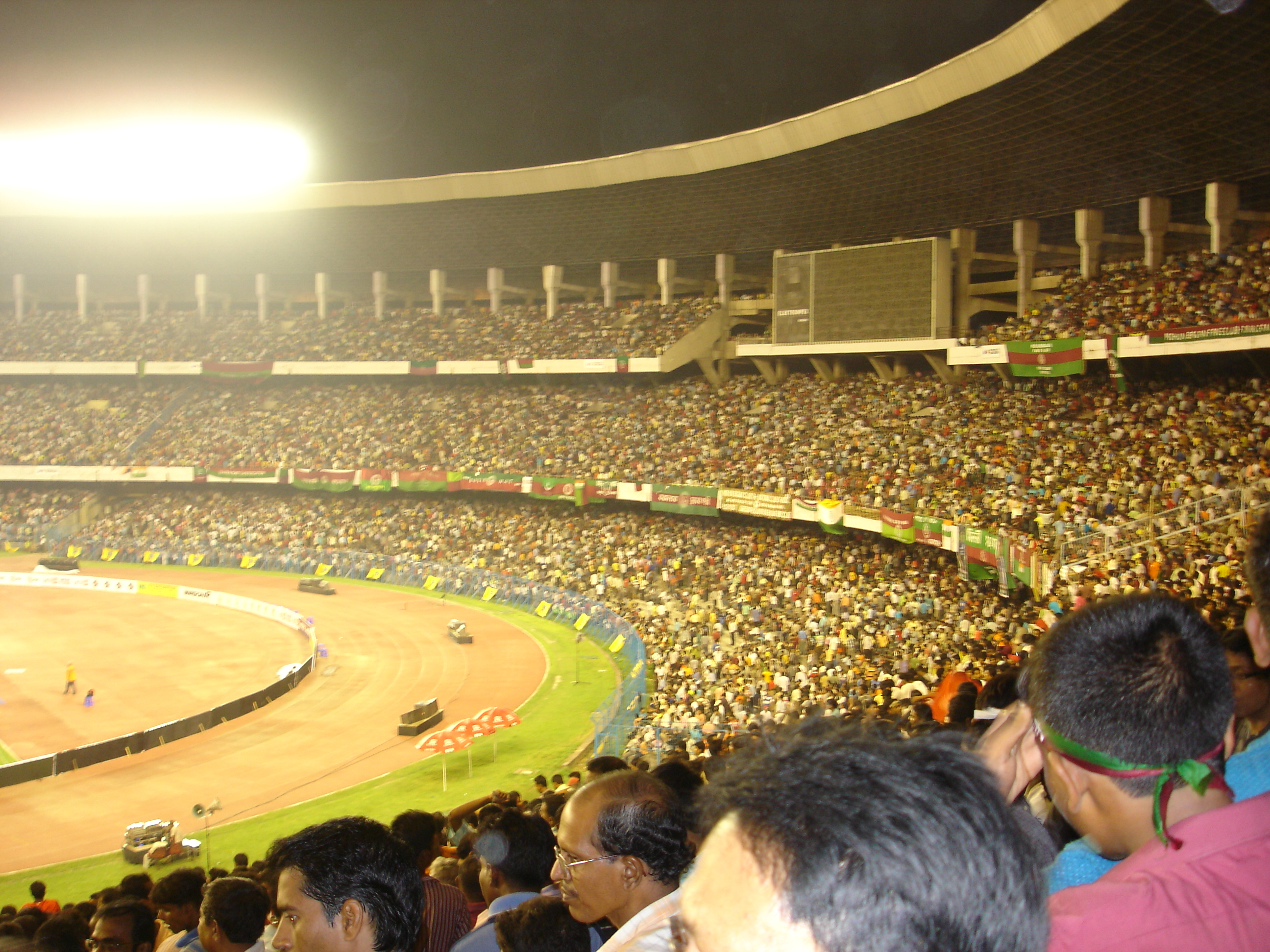
Yuba Bharati Krirangan

Das 68.000 fassende Yuba Bharati Krirangan oder auch Salt Lake Stadium genannt war die Heimspielstätte von Atlético. Außerdem tragen hier die I-League-Mannschaften Mohun Bagan AC, Kingfisher East Bengal, Mohammedan Sporting Club und Prayag United ihre Heimspiele aus. Eigentümer der Sportstätte ist die Regierung von Westbengalen.
Koordinaten: 22° 34′ 8″ N, 88° 24′ 33″ O

## Eigentümer
Die Kolkata Games and Sports Pvt. Ltd. war Eigentümer des Franchises. Gründungsmitglieder waren der ehemalige Cricket-Spieler Sourav Ganguly, die Geschäftsmänner Harshavardhan Neotia, Sanjiv Goenka und Utsav Parekh, sowie der spanische Fußballverein Atlético Madrid, vertreten durch Miguel Ángel Gil Marín.

## Trainer seit 2014
| Name                  | von             | bis               |
| --------------------- | --------------- | ----------------- |
| Antonio Lopez Habas   | 1. Juli 2014    | 20. Dezember 2015 |
| José Francisco Molina | 5. Mai 2016     | 18. Dezember 2016 |
| Teddy Sheringham      | 8. Juli 2017    | 24. Januar 2018   |
| Ashley Westwood       | 24. Januar 2018 | 2. März 2018      |
| Robbie Keane          | 3. März 2018    | 31. Mai 2018      |
| Steve Coppell         | 18. Juni 2018   | 31. Mai 2019      |
| Antonio Lopez Habas   | 1. Juni 2019    |                   |

## Saisonplatzierung

### Liga
| Saison  | Regular Season | Play-offs          |
| ------- | -------------- | ------------------ |
| 2014    | 3. Platz       | Sieger             |
| 2015    | 2. Platz       | Halbfinale         |
| 2016    | 4. Platz       | Sieger             |
| 2017/18 | 9. Platz       | nicht qualifiziert |
| 2018/19 | 6. Platz       | nicht qualifiziert |
| 2019/20 | 2. Platz       | Sieger             |

### Super Cup
| Saison  | Platzierung  |
| ------- | ------------ |
| 2017/18 | Achtelfinale |
| 2018/19 | Halbfinale   |

## Beste Torschützen seit 2014
| Saison  | Name             | Tore |
| ------- | ---------------- | ---- |
| 2014    | Fikru Teferra    | 5    |
| 2015    | Iain Hume        | 11   |
| 2016    | Iain Hume        | 7    |
| 2017/18 | Robbie Keane     | 8    |
| 2018/19 | Manuel Lanzarote | 7    |
| 2019/20 | Roy Krishna      | 15   |